# Marie Fournets-Vernaud
Marie Alexandrine Ernestine Vernaud dite Marie Fournets-Vernaud, née à Paris le 27 octobre 1859 et morte à Paris 8e le 31 mars 1939, est une artiste peintre française.

## Biographie
Fille de M. Vernaud, ancien entrepreneur de travaux publics de la Ville de Paris et qui fut le collaborateur d'Eugène Viollet-le-Duc, Marie Vernaud commence par étudier l'art auprès du peintre décorateur Diogène Maillart.
Elle expose à partir de 1888 au Salon des Champs-Élysées une composition historique intitulée Le Chouan, puis au Salon des artistes français en 1885, 1893 et 1900. Elle compose quelques scènes de genre puis une série de portraits de femmes, scientifiques ou des personnalités du monde de la scène lyrique et du spectacle parisien ou newyorkais, « possédant de réelles qualités de dessin et de coloris ».
Le 7 octobre 1890, elle épouse le ténor René-Antoine Fournets (Pau, 1858-1924), nommé chanteur à l'Opéra de Paris au même moment.
En 1892, elle exécute le portrait en pied de la soprano Marie-Blanche Deschamp Jehin interprétant Dalila dans l'œuvre de Camille Saint-Saëns lors de sa création le 23 novembre au Palais-Garnier, représentation durant laquelle son époux chante. Cette toile appartenait au chef d'orchestre Léon Jehin et se trouve désormais à la bibliothèque-musée de l'Opéra.
Elle donne des conférences sur le costume et l'habitation à l'Association polytechnique de Paris, cours du soir gratuits proposés aux ouvriers.